# 盗賊 (小説)
『盗賊』（とうぞく）は、三島由紀夫の最初の長編小説。全6章から成る。恋する相手に捨てられ傷つき、自殺を決心した男と女が出会う物語。失恋の苦悩と、新たな出会いから互いの胸の中の幻影を育て合う悲劇的な結末までを、人工的で精緻微妙なタッチで描いたロマネスクな心理小説である。文体や箴言の多用などにレイモン・ラディゲの『ドルジェル伯の舞踏会』の影響がみられる作品である。東京帝国大学法学部在学中から大蔵省在職時代にかけて書かれたもので、三島自身が「第四の処女作」「長篇の処女作」と呼んでいる作品である。

## 発表経過
1947年（昭和22年）から翌年にわたり、以下のように各章が断続的に別々の雑誌に掲載される形で書き継がれた。なお、起筆は前年1946年（昭和21年）の正月である。
- 1947年（昭和22年）
  - 「自殺企図者」 - 同人雑誌『文学会議』12月号
    - のち第2章「決心とその不思議な効果」となる。
- 1948年（昭和23年）
  - 「恋の終局そして物語の発端」 - 雑誌『午前』2月号
    - のち第1章「物語の発端」となる。

  - 「出会」 - 雑誌『思潮』3月号
    - のち第3章「出会」となる。

  - 「嘉例」 - 雑誌『新文学』3月号
    - のち第5章「周到な共謀（下）」となる。

  - 「美的生活者」 - 雑誌『文学会議』10月号
    - のち第4章「周到な共謀（上）」となる。

以上の章に書き下ろしの第6章「実行―短き大団円」を加えて、1948年（昭和23年）11月20日に単行本『盗賊』が真光社より刊行された。初出と単行本では若干の異同がある。文庫版は1954年（昭和29年）4月30日に新潮文庫より刊行された。
なお、一時完成を諦め、第1章の主要部分だけを短編「序章」と題して発表していた（掲載雑誌は不明）。この「序章」は1948年（昭和23年）12月1日に鎌倉文庫より刊行の『夜の仕度』に収録された。
翻訳版は、中国（中題：盗賊）で行われている。

## あらすじ
第1章 - 物語の発端
戦前の1930年代、藤村子爵家の息子・明秀は大学国文科を卒業し研究室に通っていた。ある夏、明秀は母とS高原（志賀高原）ホテルに滞在中、偶然そこへやって来た母の旧友・原田夫人とその娘・美子と出会った。明秀は美子に一目ぼれをした。ホテル滞在中、2人は仲良く散歩したり、母親同士がいないときは、部屋に鍵をかけ2人きりで密会したりした。
それに気づいた藤村夫人は息子と美子を結婚させることを考え、まずはとりあえず先に息子と共に帰京し、後日、原田家を訪問し縁談の話をした。しかし男関係の奔放な美子には明秀との結婚の意志など初めから全くなかった。これがきっかけで母親同士は絶縁してしまった。美子は、求婚を斥けたのは自分ではないと明秀に弁解をしたが、その後、明秀が電話や手紙を出しても冷たくなった。
翌年の2月のある日、明秀は急に美子に呼ばれ希望を持ち原田家に行くと、2年先輩だった学友の三宅がいた。親の会社を継ぎ台湾へ行き、帰国していた三宅は幼なじみの美子に、旧友に会いたいと言い、明秀が呼ばれたのだった。すでに美子と三宅は肉体関係があり、明秀は2人の親しげな様子を見せつけられ、深く傷ついた。
第2章 - 決心とその不思議な効果
ある日、明秀は風邪をひいた父の名代で京都紫野の寺に祖父の法要に出た。そしてその帰り、神戸三宮の旅館に泊まった。夜8時ごろ、外で異様な物音がした。その3階の窓から明秀は、自動車に轢かれ道路に横たわる死者を目撃した。眠れぬ夜の中で、明秀は死を近くに感じた。翌朝、明秀は神戸港を見つめながら死の決心をする。
第3章 - 出会
帰京した明秀は松下侯爵家の社交倶楽部に参加する折、京都の法事のときに出会った山内男爵（明秀の両親との旧交を温めたいと言っていた）から、娘の清子を一緒に倶楽部に供だってほしいと頼まれていたため、彼女を迎えに行った。明秀は出会ったときから無口な清子に不思議な共感を覚えた。
そしてある日、清子と話をしていると明秀は自分の秘めた自殺の決心を彼女には見破られていると錯覚した。実はそれは清子も、彼と同じ決心をしていたから、「最後の別れ」じみた挨拶をしたのであった。清子も同じ失恋の身の上であった。清子は、自分に死の決心を促した佐伯という酷薄な青年と相似の位置で、美子という女が明秀の死の決心を促していたことを知り、明秀と運命の出会いをしたかのように喜んだ。
第4章 - 周到な共謀（上）
清子と明秀は傍目には、完全な恋人同士のように仲むつまじくなった。2人は愛している人との来歴と忘れがたい面影を、お互い繰り返し語り合い、誰に憚ることなく心に任せて咽び泣いた。2人はお互いの中にお互いが在ると素直に感じた。そんな2人の親密さから、夏には山内家の軽井沢の別荘に明秀は招かれた。清子と明秀はK牧場（神津牧場）へ自転車で遠乗りに出かけ楽しいピクニックの時を過ごした。
第5章 - 周到な共謀（下）
山内男爵と明秀の母・藤村夫人は、実はかつて恋人同士であったので、藤村子爵は明秀と清子の結婚話に躊躇があった。だが、明秀の友人・新倉の説得や藤村夫人の強い希望で、2人の結婚話は進んでいった。
第6章 - 実行―短き大団円
清子と明秀は11月の結婚式の当夜、心中した。周りの者たちには、2人の死ぬべき理由といったら、彼らが幸福でありすぎたからということの他に見当たらなかった。2人の死後、クリスマスの夜のあるパーティーの席で、原田美子と佐伯は、その家の夫人からお互い紹介された。顔を見合わせた瞬間、2人はお互いの美貌の顔に、「人に知られない怖ろしい荒廃」を見出し、戦慄して後ずさりした。美子と佐伯は自分たちの中から、「真に美なるもの、永遠に若きもの」が、誰か巧みな盗賊によって根こそぎ盗み去られているのを知る。

## 作品背景
『盗賊』は、三島由紀夫が戦争末期に親しくしていた三谷邦子（三谷信の妹。初恋の女性で、戦後すぐに他の男と結婚）との別離の痛手や、妹・美津子の死など、当時の三島の荒廃した精神状態が執筆動機となっている。なお、三島が知人に送った手紙の中で、〈彼女のことを書かないでゐたら、生きてゐられなかつた〉と書き綴り、次作長編『仮面の告白』のヒロイン「園子」になるのが三谷邦子である（関連は三島由紀夫#終戦後の苦悶と焦燥を参照）。
『盗賊』は三島にとって初の長編小説で、執筆中、三島は何度も改稿を重ね、その過程で度々川端康成に原稿を見てもらい苦労して書き上げた。この時期は川端が最も親身となって三島の面倒を見ていた頃で、力添えを惜しまず、三島の才能に期待をかけていた。また、三島は約7年後、この当時の自分のことを〈最も死の近くにゐた〉と振り返っている。
三島は、〈世界的な大傑作を書くつもりでゐた〉『盗賊』について、〈私はラディゲの向うを張りたいと思つてゐた〉が、うまくはいかなかったとし、〈その無慙な結果は、今、私の目前にある。私はこれを読み返す。そしてそのころの稚心を少しも恥ぢようとは思はない〉とも述べている。時代設定などは以下のように語っている。
創作ノートにおいては、〈平和な時代に仮託した物語〉で、〈戦争と乱世の心理〉を描く意図があったことも記されている。
また、この作品を〈第四の処女作〉と呼び、自身の作品中で〈最も不完全なもので、永遠に完成を見る見込がないもの〉、〈賽の河原のやうな小説〉だとしている。なお、作中の〈S高原〉は志賀高原を舞台モデルにしており、1944年（昭和19年）に学習院の同級生の三谷信、大岡忠輔と一緒に卒業旅行に行ったときの経験が活かされている。

## 作品評価・研究
『盗賊』は発表当時にほとんど反響がなかった作品で、敗戦直後の乱世の時代には「他愛のない“お話”」の人工的な物語としか見なされずに低評であった。個別作品論もほとんど無い傾向にあり、包括的な作家論の一端として言及される場合が多い。
武田泰淳は三島の自評の言葉を受け、「決して〈無慙な結果〉ではない」とそれを否定しつつ、「稚心などという単語と、これほど無縁な作品はない」として、小説技術である「作家が自己の精神を吟味し表現する操作に関して、豊富な手がかりを提出している点では、『仮面の告白』より大切な長編だとも言える」と考察している。そして『盗賊』は「やや神経過敏のため、肉色が蒼ざめたきらいがある」とし、論理、説明、主張、警句、才智である「骨」があらわとなっているため、「骨をあらわに示さずに、肉づきだけでよく骨格を知らせる」ようなツルゲーネフの『初恋』の域には至っていないが、「骨なし小説の多すぎる日本にあっては、多少骨のきしみが耳ざわりでも、三島氏の長編の骨格の正しさを尊重し宣揚したい」と評している。
磯田光一は、戦後直後の三島の中に「青年期の異性に対する喪失感と世代に内包されていた喪失感とが交錯」していたとし、「〈金閣と共に滅びうる〉という幸福」（完璧な愛の実現）が無くなった戦後の三島にとって、『盗賊』の主人公たちは、「三島の思いえがいた理想の生の形式」であり、過ぎ去った「〈愛〉と〈死〉との饗宴」を「人工的に構築しようとした作品」だと解説している。そして磯田は、『盗賊』の創作自体が「エゴイズム、ヒューマニズムの旗印をおし立てた戦後の進歩主義思想に対する、逆説にみちた兇悪な復讐行為」であり、「エゴイズムを抹殺する楽しさを描いた作品」だとして、「戦後の進歩主義思想の根底にあった〈有効性〉の観念への果敢な挑戦」だと考察している。
川端康成は、三島が最初の長編小説で、「恋人が結婚のその日に心中するといふ心理」に陥り、その作品を『盗賊』と名づけた創作意図に触れつつ、「自殺する二人が盗み去つたもの」は、「すべて架空であり、あるひはすべて真実であらう」とし、以下のように語っている。
また、川端は、三島の作家としての将来について、「人生を確実にし、古典と近代、虚空の花と内心の悩みとを結実するやう、かねて望んでゐる」と述べながら、「『盗賊』のやうに青春の神秘と美とを心理の構図に盗み切らうとする試みも、三島君の歩みには必然の嘆きの呼吸であらうか」と評している。
なお、これらの川端の評言は、三島の中に「半歩間違えば、あちらの世界へ行ってしまう」ようなものを、川端が直感し、「脆そうな造花」は、三島を「生に繋げる細い細い糸」と見ていたと松本徹は解説している。この川端の文章は、その後の三島の作家活動や運命を暗示していたものとして、三島の死後、数多くの三島論で引用されている。

## おもな刊行本
- 『盗賊』（真光社、1948年11月20日） NCID BA66845950
  - 紙装。フランス装。赤色帯。228頁。序文：川端康成「序」
  - ※ 帯（表）にも川端康成｢序」あり。
- 文庫版『盗賊』（新潮文庫、1954年4月30日。改版1968年7月10日、2004年6月25日）
  - 白色帯。解説：武田泰淳
  - ※ 改版1968年と2004年にカバー改装：新潮社装幀室。

### 全集収録
- 『三島由紀夫全集2巻（小説II）』（新潮社、1974年10月25日）
  - 装幀：杉山寧。四六判。背革紙継ぎ装。貼函。
  - 月報：澁澤龍彦「琥珀の虫」。《評伝・三島由紀夫 18》佐伯彰一「伝記と評伝（その9）」。《同時代評から 18》虫明亜呂無「初期作品について（その1）」
  - 収録作品：「盗賊」「ラウドスピーカー」「春子」「サーカス」「婦徳」「接吻」「伝説」「白鳥」「哲学」「蝶々」「殉教」「親切な男」「家族合せ」「人間喜劇」「ツタンカーメンの結婚」「頭文字」「慈善」「宝石売買」「好色」「罪びと」「不実な洋傘」「山羊の首」「獅子」「序章」
  - ※ 同一内容で豪華限定版（装幀：杉山寧。総革装。天金。緑革貼函。段ボール夫婦外函。A5変型版。本文2色刷）が1,000部あり。
- 『決定版 三島由紀夫全集1巻 長編1』（新潮社、2000年11月1日）
  - 装幀：新潮社装幀室。装画：柄澤齊。四六判。貼函。布クロス装。丸背。箔押し2色。
  - 月報： ドナルド・キーン「三島文学の英訳」。佐伯彰一「三島さんとのつき合い」。［小説の創り方1］田中美代子「秘鑰をつかむ」
  - 収録作品：「盗賊」「仮面の告白」「純白の夜」「『盗賊』異稿」「『盗賊』創作ノート」「『純白の夜』創作ノート」